# David van Weel
David Martijn van Weel (ur. 4 sierpnia 1976 w Rotterdamie) – holenderski wojskowy, dyplomata i polityk, w latach 2020–2024 zastępca sekretarza generalnego NATO, od 2024 minister sprawiedliwości, od 2025 również minister polityki azylowej i migracji.

## Życiorys
Kształcił się na uczelniach wojskowych (Koninklijk Instituut voor de Marine i Nederlandse Defensie Academie), a także studiował historię na Uniwersytecie Amsterdamskim. Był zawodowym wojskowym w ramach Koninklijke Marine. Służył jako oficer na różnych fregatach, a także jako oficer sztabowy.
Związał się z Partią Ludową na rzecz Wolności i Demokracji. Po odejściu w 2004 z wojska pracował jako urzędnik w ministerstwie obrony, zajmował się operacjami w Afganistanie i Libii. W 2012 został dyrektorem biura sekretarza generalnego ministerstwa obrony, a w 2014 dyrektorem do spraw międzynarodowych w tym resorcie. Od 2016 pełnił funkcję rządowego doradcy do spraw zagranicznych i obrony. W listopadzie 2020 powołany na stanowisko zastępcy sekretarza generalnego NATO, powierzono mu sprawy innowacji i cyberbezpieczeństwa.
W lipcu 2024 objął urząd ministra sprawiedliwości w nowo powołanym rządzie Dicka Schoofa. W czerwcu 2025 powierzono mu dodatkowo stanowisko ministra polityki azylowej i migracji.